# Akköy, Yeşilhisar
Akköy là một xã thuộc huyện Yeşilhisar, tỉnh Kayseri, Thổ Nhĩ Kỳ. Dân số thời điểm năm 2008 là 43 người.